# Get the Money
| Recensione | Giudizio |
| ---------- | -------- |
| AllMusic   |          |

Get the Money è il terzo album in studio del gruppo musicale statunitense Taylor Hawkins & the Coattail Riders, pubblicato l'8 novembre 2019 dalla RCA Records.

## Descrizione
Il disco è stato realizzato attraverso la partecipazione di nomi celebri della musica rock come Dave Grohl, Duff McKagan, Mark King, Joe Walsh, Roger Taylor, Nancy Wilson, Jon Davison, Perry Farrell, Chrissie Hynde, LeAnn Rimes e Pat Smear.
Si tratta inoltre dell'ultimo album inciso dal trio prima della scomparsa di Taylor Hawkins, avvenuta nel 2022.

## Tracce
1. Crossed the Line – 4:24
2. Don't Look at Me That Way – 4:06
3. You're No Good at Life No More – 4:08
4. I Really Blew It – 2:41
5. Queen of the Clowns – 4:19
6. Get the Money – 4:46
7. C U in Hell – 4:31
8. Middle Child – 3:46
9. Kiss the Ring – 4:09
10. Shapes of Things – 3:28

## Formazione
- Taylor Hawkins – voce, batteria, pianoforte, chitarra
- Chris Chaney – basso
- Gannin Arnold – chitarra